# عبد الله غريب (غيل باوزير)

'

تعديل مصدري - تعديل

عبد الله غريب هي إحدى قرى عزلة غيل باوزير بمديرية غيل باوزير التابعة لمحافظة حضرموت، بلغ تعداد سكانها 496 نسمة حسب تعداد اليمن لعام 2004.